# 이난영 (고고학자)
이난영(李蘭暎, 1934년 11월 2일~2024년 11월 8일)은 대한민국의 고고학자이다.

## 학력
- 1953년 진주여자고등학교 졸업
- 1957년 서울대학교 문리과대학 사학과 졸업
- 1968년 일본 릿쿄대학 박물관학과 이수
- 1969년 미국 하와이 대학교 박물관학 이수
- 1991년 단국대학교 대학원 사학과, 문학박사

## 경력
- 1958년 6월 국립박물관 촉탁
- 1962년 1월 국립박물관 학예연구사
- 1965년 7월 국립박물관 학예연구관
- 1972년 국립중앙박물관 학예연구관
- 1979년 국립중앙박물관 미술부장
- 1986년 국립경주박물관 관장
- 1993년 동아대학교 인문대학 고고미술사학과 교수
- 2001년 ~ 2006년 동아대학교 인문대학 고고미술사학과 초빙교수

## 저서
- 1968년 韓國金石文追補 (편저)
- 1973년 博物館學入門
- 1976년 신라의 토우
- 1983년 韓國의 銅鏡
- 1991년 토우, 빛깔 있는 책들
- 1992년 韓國古代金屬工藝硏究
- 1993년 부처님 모시고 가는 당나귀
- 1993년 新版 博物館學入門
- 1999년 한국의 마구
- 2000년 한국 고대의 금속공예
- 2003년 高麗鏡 硏究
- 2004년 박물관 창고지기
- 2008년 博物館學